# Haliplectidae
Haliplectidae é uma família de nematóides pertencentes à ordem Araeolaimida.
Géneros:
- Geohaliplectus Siddiqi, 2012
- Haliplectus Cobb, 1913
- Longitubopharynx Allgén, 1959
- Setoplectus Vitiello, 1971